# 181A busz (Budapest)
A budapesti 181A jelzésű autóbusz a IX. kerületben közlekedett körforgalmi jelleggel, kijelölt végállomása az Aszódi utca volt. A vonalat a Budapesti Közlekedési Vállalat üzemeltette.

## Története
1981. július 1-jén indították az Üllői út és az Aszódi utca között. 1989. február 28-án megszüntették, helyét a 81-es busz vette át.

## Megállóhelyei
Az átszállási kapcsolatok között a 181-es busz nincs feltüntetve, mert a járat teljes útvonalát lefedi!
| 0  | Aszódi utca végállomás        |            |
| 1  | Gyáli út                      |            |
| 2  | Epreserdő utca                | 13         |
| 3  | Ecseri út, metróállomás       | 13 81, 189 |
| 4  | Ifjúmunkás utca               | 81, 189    |
| 5  | Epreserdő utca                | 81, 189    |
| 6  | Ecseri út                     | 13 81, 189 |
| 7  | Közterület Fenntartó Vállalat | 13         |
| 8  | Gyáli út                      |            |
| 9  | Füleki utca                   |            |
| 10 | Gyáli úti sorompó             | 23         |
| 11 | Zombori utca                  |            |
| 12 | Füleki utca (SZTK)            |            |
| 13 | Aszódi utca végállomás        |            |